# Défice
Défice ou déficit (do latim deficit, "falta") é o que falta para se completar algo.

## Tipos de défice
Num orçamento, o défice ocorre quando os gastos ou despesas superam os ganhos ou receitas. Nesse caso, "falta" dinheiro para a receita igualar a despesa, e o orçamento é chamado "deficitário".
Na balança de pagamentos, o défice da balança comercial ocorre quando o valor total das importações supera o das exportações, isto é, quando falta dinheiro para o valor das exportações igualar o das importações.
Défice em conta-corrente é um conceito mais abrangente, incluindo, além das transações comerciais de um país com o resto do mundo (exportações e importações), as transações em serviços e as chamadas transferências unilaterais (basicamente doações). Expressa a quantia, geralmente em dólares dos Estados Unidos, que um país quer financiar, seja endividando-se no exterior ou usando as reservas internacionais acumuladas em anos anteriores. No contexto macroeconômico, o défice em conta-corrente da balança de pagamentos reflete a diferença entre a poupança total e o investimento total do país.

### Défice orçamentário / orçamental
Segundo Keynes, o défice orçamentário (défice orçamental em Portugal)  é um mecanismo anticíclico de equilíbrio econômico em política econômica. Em períodos de depressão econômica, é necessário criar um défice sistemático no orçamento para estimular a economia, e aumentar a taxa tributária em períodos de prosperidade para se acumular poupança. Desta forma, são criados recursos que são aproveitados em investimentos futuros. Ou seja: é necessário forçar o orçamento de tal forma que ele irá manter a economia oscilando ora para cima, ora para baixo. Quando houver viés de baixa, deve-se forçá-la a subir; ao contrário, quando o viés for de alta, forçamo-lo a baixar: assim, existe condição de manipular os índices econômicos de tal forma que sempre será possível fazer a economia deficitária ou superavitária de acordo com as necessidades macroeconômicas. A este processo, se dá o nome de orçamento cíclico ou realimentado.
O défice orçamentário pode ser provocado pelo gastos excessivos do Estado, quer em gastos sociais, quer em gastos com a administração pública.